# Phyllanthus tsarongensis
Phyllanthus tsarongensis är en emblikaväxtart som beskrevs av William Wright Smith. Phyllanthus tsarongensis ingår i släktet Phyllanthus och familjen emblikaväxter. Inga underarter finns listade i Catalogue of Life.